# Quỳnh Lâm, Quỳnh Lưu
Quỳnh Lâm là một xã thuộc huyện Quỳnh Lưu, tỉnh Nghệ An, Việt Nam.
Xã Quỳnh Lâm có diện tích 16,35 km², dân số năm 1999 là 12.099 người, mật độ dân số đạt 740 người/km².